# 정투상도
직교 투영(直交 投影, orthographic projection)은 대상물의 주요 면을 사영하는 면에 평행한 상태로 놓고 사영선은 서로 나란하게, 사영면에 수직으로 닿는다. 어떤 점과 선, 면의 사영이기도 하다. 지도 투영법에서는 정사도법(정투상법)이라고 하며 제1각법(first angle projection)과 제3각법(third angle projection)이 있다.

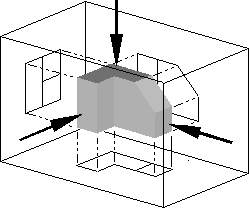

직교 투영으로도 타원의 넓이를 증명할 수 있다.

## 같이 보기
- 투상